# Heckler & Koch HK417
Heckler & Koch HK417 je jurišna puška koju je dizajnira i proizvodi njemačka vojna industrija Heckler & Koch. Puška koristi streljivo kalibra 7.62x51mm NATO (.308 Winchester). Koristi se u vojnim snagama, ratnoj mornarici i policiji.

## Detalji dizajna
HK417 ima sličan unutarnji dizajn kao njegov prethodnik HK416, no tijelo puške i radni dijelovi prošireni su kako bi odgovarali streljivu kalibra 7.62x51mm NATO. Unutarnja cijev (eng. bolt carrier) je rotirajuća te je nalik onima koje je dizajnirao Eugene Stoner - M16, AR-10 i AR-15. S druge strane, puška je pouzdanija u odnosu na AR-10 i AR-15 jer se prilikom paljbe u unutarnjoj cijevi ne taloži ugljik koji je posljedica barutnih plinova što uzrokuje kvarove.
Prvi prototipovi HK417 koristio je spremnike iz obitelji H&K G3 automatskih pušaka. Kasniji prototipovi koristili su spremnike od polimera. Puška se pokazala odličnom i prilikom korištenja spremnika od 50 metaka. Radi se o spremniku koji je preuzet iz H&K-ove univerzalne strojnice 21E koji se može postaviti na HK417.

## Inačice
HK417 je trenutno dostupan u tri inačice:
- HK417 12" Assaulter model,
- HK417 16" Recce ili Recon model i
- HK417 20" Sniper model.

Cijevi svih inačica mogu se promijeniti u svega dvije minute s jednostavnim alatom. Izrađene su metodom hladnog kovanja te su presvučene kromom. Cijevi imaju kompenzator brzine te skrivač plamena i suspresor zvuka prilikom paljbe.

## Usporedba s HK417
HK416 je manja verzija HK417 te koristi streljivo kalibra 5.56x45mm NATO. S druge strane, HK417 upotrebljava streljivo kalibra 7.62x51mm NATO. Inačice HK416 i HK417 namijenjene civilnom tržištu predstavljene su 2007. pod nazivima MR223 i MR308. Obje puške su poluautomatske.
2009. su na sajmu oružja SHOT Show predstavljene civilne inačice obje puške kao MR556 i MR762.

## G28 marksman puška
Tvrtka Heckler & Koch je razvila model G28 kojeg njemačka pješačka vojska koristi u Afganistanu kao marksman pušku. G28 je razvijen na temelju poluautomatskog modela MR308 koji je namijenjen civilnom tržištu. Puška koristi 7.62x51mm NATO streljivo te ima montirane STANAG 2324 ili MIL-STD 1913 Picatinny šine. Otrpilike 75% dijelova oružja je kompatibilno s H&K HK417.

### Karakteristike i razlike marksman puške i snajpera
Uloga marksman puške je paljba po neprijateljskim ciljevima do 1.000 metara udaljenosti pomoću jurišne puške kojoj te uloge mogu biti dodijeljene. Dok je snajperist treniran za preciznu paljbu, strijelci marksmana su obučeni za brzu paljbu. Njihova uloga je pružanje vatrene podrške ili zaštite svom pješačkom timu (eng. squad) kroz supresivnu paljbu.
Uloga vojnika koji koristi marksman pušku znatno se razlikuje od uloge snajperiste. Korisnik marksmana gađa ciljeve na udaljenostima do 1.000 metara koristeći standardni kalibar streljiva za jurišne puške, dok snajperist gađa mete na udaljenostima od 1.000 do 2.000 metara koristeći streljivo velikog kalibra.
Vojnik s marksman puškom djeluje kao član vlastitog pješačkog voda, koji svojem timu pruža vatrenu premoć, a snajperist radi individualno. Marksman se u vojsci koristi jer pješaštvu pruža povećanu preciznost prilikom paljbe na ciljeve veće udaljenosti u odnosu na standardne jurišne puške. Također, marksman "ispunjava jaz" između pješaka s klasičnom jurišne puškom i snajperiste sa snajperskom puškom. Marksman puška za razliku od snajpera koristi veće spremnike s 10, 20 i 30 metaka.
Snajperist koristi fiksni strateški položaj te je maskiran (npr. Ghillie odijelo), dok se marksman premješta sa svojom jedinicom te je za razliku od snajperiste, opremljen isto kao i većina članova pješačkog voda.
Primjeri današnjih modernih marksman pušaka su FN SCAR i HK417. Adaptirane jurišne puške koje se mogu koristiti kao marksman su HK G3 i M16. Prednosti marksmana su što ga se ne mora modificirati za korištenje specijalnog streljiva već može koristiti standardnu bojnu municiju. Međutim, nije isključena mogućnost modifikacije jurišne puške na moćnije streljivo većeg kalibra. Primjer tome je IMI Galil, odnosno njegov model Galatz (7,62x51 mm).
Marksman se ne razlikuje značajno od klasične jurišne puške, osim što strijelcu omogućava veću fleksibilnost i učinkovitost na većim udaljenostima.

## Korisnici
- Albanija: RENEA, anti-teroristička jedinica koristi HK417 te optiku Schmidt & Bender na pušci.[6]
- Australija: australska vojska ima u službi 16" Recon model s ACOG 16x optikom.[7] Oružje se trenutno koristi u Afganistanu.[8]
- Brazil: brazilska federalna policija.[9]
- Hrvatska: hrvatska vojska i specijalna policija, snajperska inačica.
- Danska: u službi Kraljevske danske vojske i danske domovinske garde odnosno specijalne jedinice za podršku i izviđanje.
- Irska: sniper inačicu koristi specijalna vojna jedinica Army Ranger Wing.[10]
- Italija: COMSUBIN, specijalna jedinica talijanske ratne mornarice.
- Malezija: Pasukan Khas Laut, snajperska jedinica Kraljevske malezijske mornarice.[11]
- Nizozemska: HK417 u količini koriste vojne jedinice Korps Commandotroepen i Unit Interventie Mariniers u izviđačkim i snajperskim vodovima.[12][13]
- Norveška: norveška vojska je nedavno kupila HK417[14] te ju koristi kao marksman pušku.[15]
- Njemačka: njemačka vojska koristi G28 marksman inačicu, modificirani model HKMR308.[16]
- Poljska: puška je u službi poljske policije.[17]
- Portugal: u portugalskoj vojsci HK417 koristi Polícia Aérea i komandoske jedinice.[18][19]
- Slovačka: 5. pukovnija specijalnih snaga.
- Ujedinjeno Kraljevstvo: HK417 koristi SAS jedinica.[20]

## Vanjske poveznice
- Službena stranica Heckler & Kocha  Arhivirana inačica izvorne stranice od 17. ožujka 2008. (Wayback Machine)
- Informacije o HK417
- HK417 na World.guns.ru